# Ovaliptila newmanae
Ovaliptila newmanae är en insektsart som först beskrevs av Carl Otto Harz 1969.  Ovaliptila newmanae ingår i släktet Ovaliptila och familjen syrsor. Inga underarter finns listade i Catalogue of Life.